# Antocha (Orimargula) multispina
Antocha (Orimargula) multispina is een tweevleugelige uit de familie steltmuggen (Limoniidae). De soort komt voor in het Afrotropisch gebied.